# Steinstraße 18 (Plau am See)

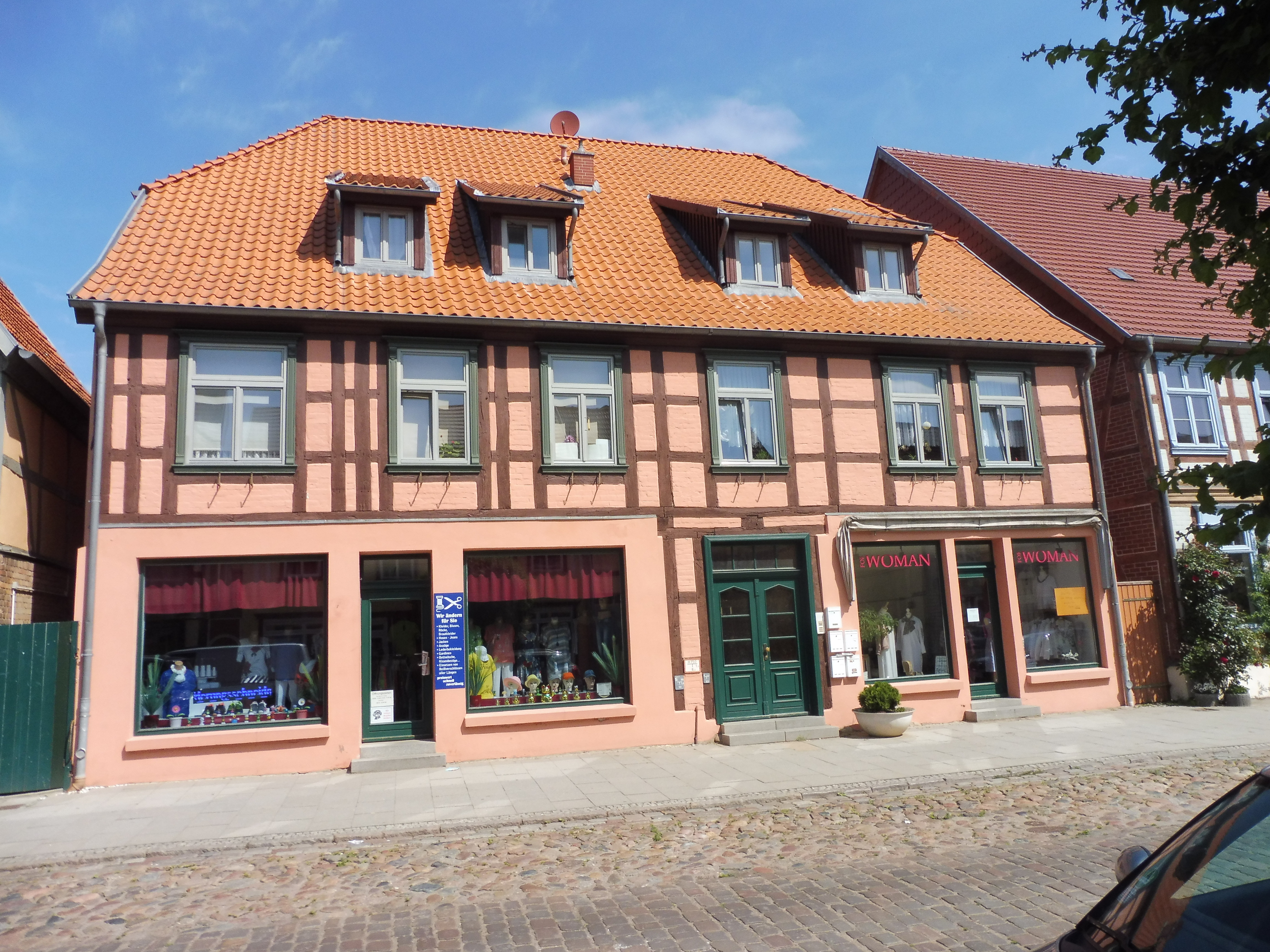

Das Wohn- und Geschäftshaus Steinstraße 18 in Plau am See (Mecklenburg-Vorpommern) wurde vermutlich im 18. Jahrhundert gebaut. 
Das Gebäude steht unter Denkmalschutz.

## Geschichte
Plau am See ist im 13. Jahrhundert entstanden und wurde 1235 erstmals als Stadt erwähnt. Beim Stadtbrand von 1756 brannten viele Fachwerkhäuser ab.
Das zweigeschossige Fachwerkgebäude mit verputzten Ausfachungen, dem Krüppelwalmdach und den das Fachwerk störenden Überformungen im linken Erdgeschoss entstand nach 1756 und wurde später umgebaut. In dem im Rahmen der Städtebauförderung sanierten Haus befindet sich ein Laden, ein Atelier seit 2017 und Wohnungen.